# Kolibřík modrolící
Kolibřík modrolící (Colibri coruscans) je druh kolibříka rozšířený ve vysočinách v severní a západní Jižní Americe, včetně velké části And (od Argentiny na sever), Venezuelského pobřežního pásma a Tepui. Běžně se vyskytuje v polootevřené krajině, včetně zahrad a parků ve velkých městech jako Quito a obvykle je nejhojnějším druhem kolibříka v oblasti svého výskytu. Často se vyskytuje poblíž jehličnatých a stálezelených blahovičníkových lesů. Je to velmi hlučný a teritoriální druh.

## Popis

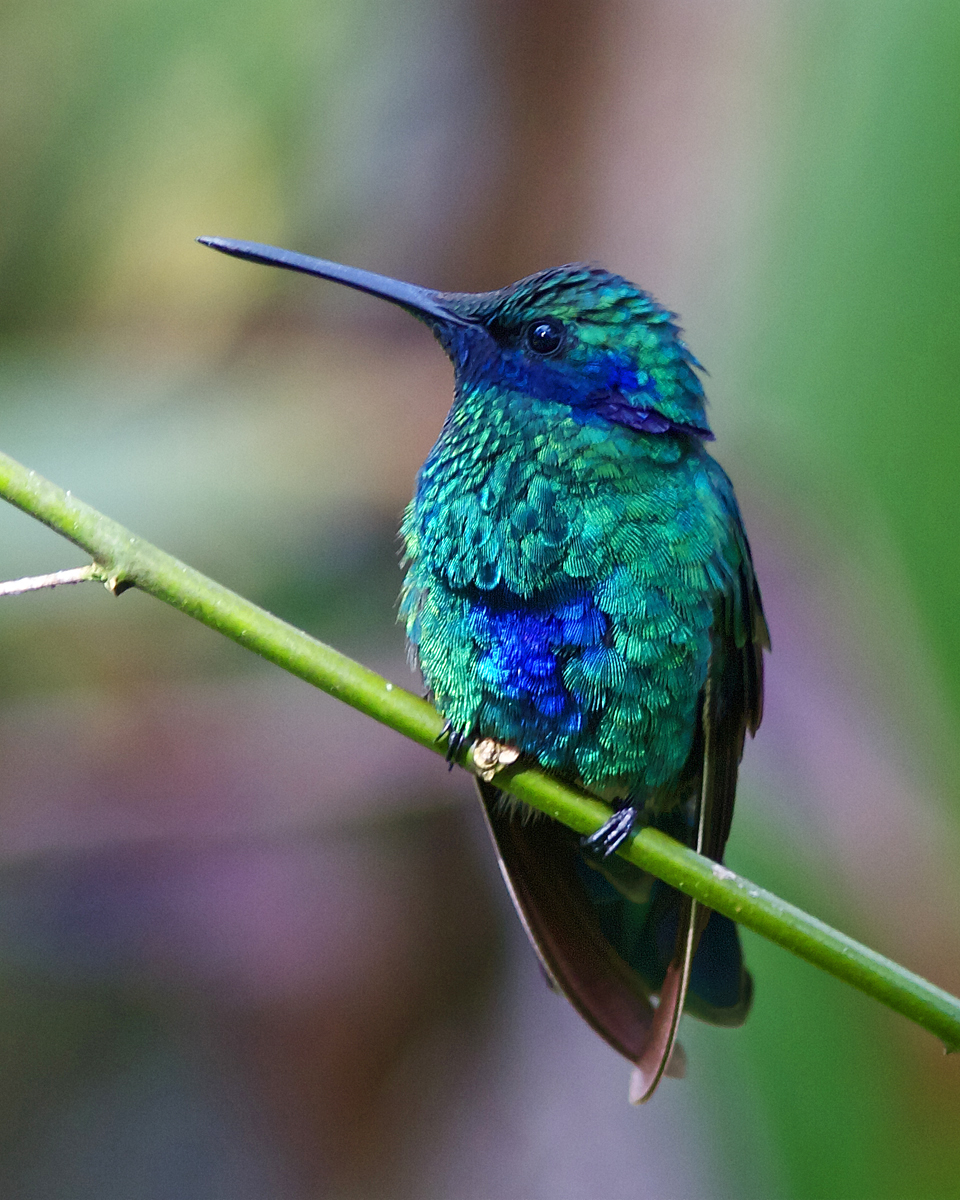
Kolibřík modrolící ukazuje modrá lícní pera a modrou skvrnu na břiše

Kolibřík modrolící je největší druh svého rodu. Délka těla dosahuje 13–15 cm. Samci váží 7,7–8,5 g, zatímco samice 6,7–7,5 g.
Dle jedné studie má nejmenší tloušťku alveolo-kapilární membrány (0,183 µm) a největší rozsah respiračního povrchu v přepočtu na hmotnost mezi ptáky (87 cm²/g).

## Chování
Tito kolibříci jsou samotářští a agresivní, obvykle si brání teritorium, když zpívají během dne. Doba hnízdění se liší v závislosti na oblasti výskytu. Populace ve Venezuele se páří od července do října. Na rozdíl od samců ostatních druhů kolibříků se samci kolibříka modrolícího podílejí na péči o mladé. Samice klade 2 vejce, která se líhnou po 2 týdnech, mláďata pak opouštějí hnízdo za 3 týdny.

## Torpor
Kolibříci modrolící upadají během spánku do pokročilé formy snížení tělesných funkcí zvané torpor, aby ušetřili co nejvíce energie při nízkých nočních teplotách ve vysokých nadmořských výškách. Tělesná teplota se u nich v noci snižuje až na 7,78 °C, zatímco ve dne dosahuje i 36,56 °C.